# جرزنغ (دودانغة)
جرزنغ (بالفارسية: جرزنگ) هي منطقة سكنية تقع في إيران في قسم دودانغة الریفي. يقدر عدد سكانها بـ 40 نسمة.